# Robert Hugh Benson

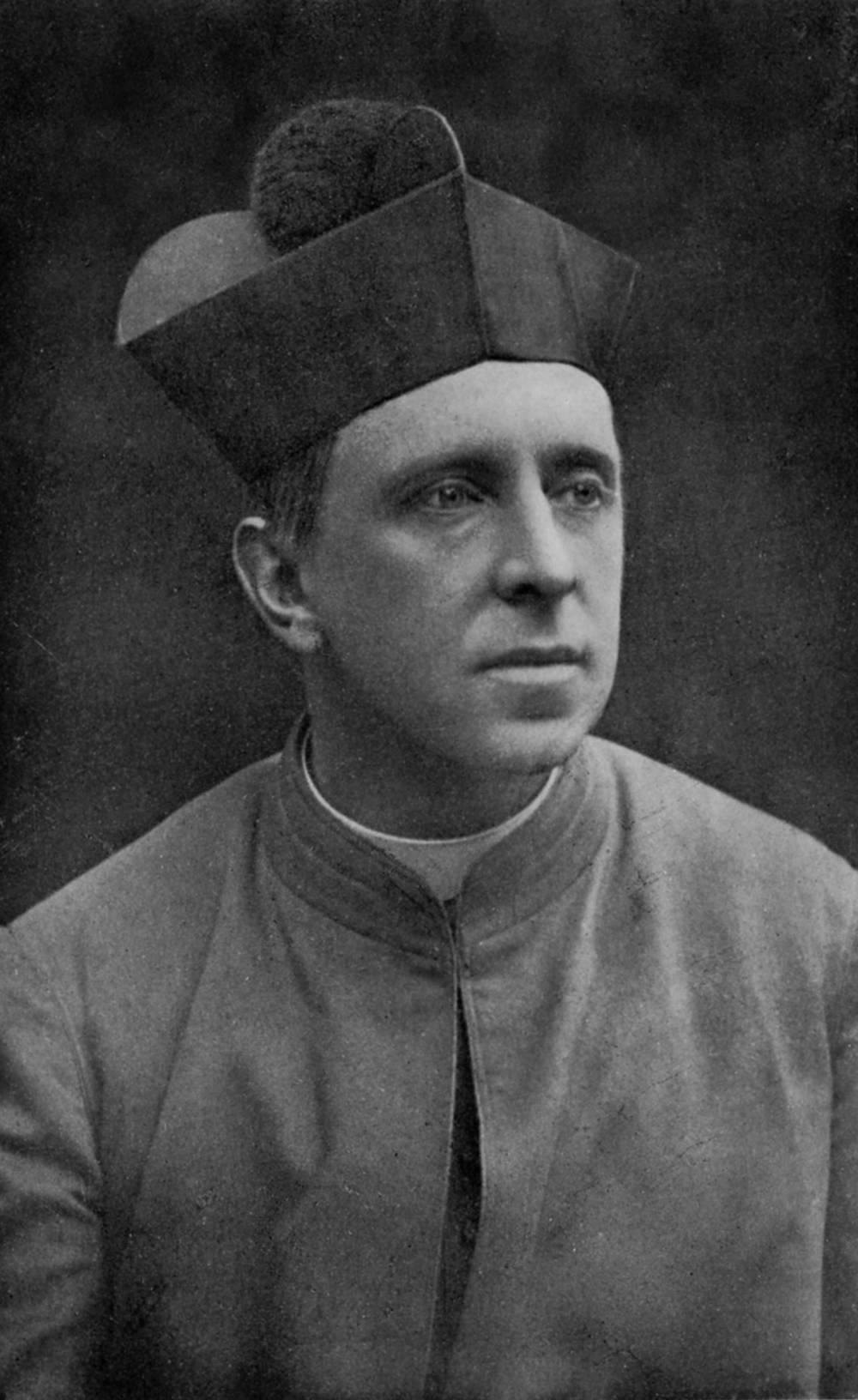

Robert Hugh Benson (* 18. November 1871 im Wellington College in Crowthorne, Berkshire; † 19. Oktober 1914 in Salford) war ein englischer anglikanischer, ab 1903 römisch-katholischer Priester und Schriftsteller.

## Familie
Robert Hugh Benson war der vierte und jüngste Sohn Edward White Bensons, Kanzler der Kathedrale von Lincoln und später Erzbischof von Canterbury, und seiner Ehefrau Mary. Seine älteren Brüder waren die Schriftsteller Arthur Christopher Benson (1862–1925) und Edward Frederic Benson (1867–1940). Ein Onkel der Familie war der Philosoph Henry Sidgwick.

## Leben
Benson wurde am Eton College erzogen und studierte anschließend Theologie und Altphilologie am Trinity College in Cambridge. Im Jahre 1894 wurde er zum Diakon geweiht und begann in der Mission in Eton im East End Londons im Jahr 1895 zu predigen. Im selben Jahr wurde er von seinem Vater zum Priester der Kirche von England geweiht.
Nach dem Tod seines Vaters im Jahre 1896 ging er auf Wunsch der Familie nach Ägypten. Nach seiner Rückkehr wurde er Vikar in Kemsing und die Gemeinde weckte sein Interesse für das Theater. Im Jahr 1898 trat er in das Haus der Gemeinschaft der Auferstehung in Mirfield ein, ein kontemplativer anglikanischer Orden, der angelehnt an die Benediktinerregel lebte, jedoch ohne die Notwendigkeit, ein feierliches Gelübde abzulegen. Dort blieb er bis 1903.
Seine entstehenden spirituellen Zweifel an der Autorität der anglikanischen Kirche stellte er in seinem autobiografischen Essay Confessions of a Convert (1913) dar. Diese durch die päpstliche Enzyklika Leos XIII. Apostolicae curae verstärkten Zweifel führten zur Hinwendung zum katholischen Glauben. Er trat am 11. September 1903 in die Römisch-katholische Kirche ein und wurde nach erfolgreichem Studium am Priesterseminar am 12. Juni 1904 in der Basilika San Silvestro in Capite in Rom zum Priester geweiht. Im selben Jahr kehrte Benson nach Cambridge zurück.
1904 und somit kurz nach seiner Weihe zum römisch-katholischen Priester schloss Benson eine leidenschaftliche Freundschaft mit dem gleichfalls konvertierten Künstler Frederick Rolfe.
Im Jahr 1907 wechselte Benson in ein Haus an der Hare Street, von wo aus er eine intensive Predigttätigkeit, Volksmissionen und geistliche Leitung ausübte. In dieser Zeit fällt auch ein Großteil seines umfangreichen schriftstellerischen Wirkens, welches Romane historischen und zeitgenössischen Inhalts, Schauspiele und apologetische Werke umfasst. 1907 schrieb er sein bekanntestes Werk, den Endzeitroman Lord of the World (Der Herr der Welt), welcher viele Auflagen und Übersetzungen erfuhr und als wichtiger Vorläufer der großen dystopischen Romane des 20. Jahrhunderts gilt.
Pius X. ernannte ihn im Jahre 1911 zum („überzähligen“) Geheimkämmerer (heute Päpstlicher Ehrenkaplan).
Im Jahr 1914 zeigten sich die ersten Anzeichen einer Herzerkrankung und während einer Mission in Salford erlag er im Haus des Bischofs am frühen Morgen des 19. Oktober 1914 einem Herzinfarkt infolge einer Lungenentzündung.

## Bibliografie
Romane
- By What Authority? (1904)

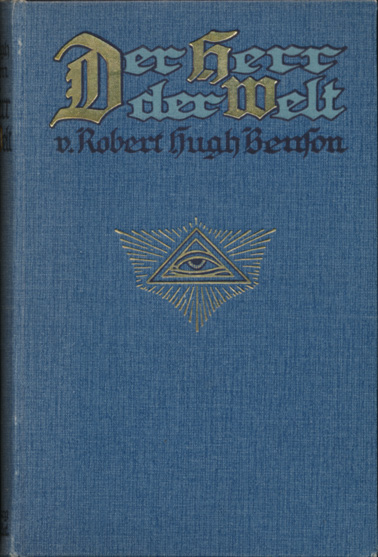
Robert Hugh Benson. Der Herr der Welt (OT: Lord Of The World). Dt. EA Pustet Vlg. 1911

  - Deutsch: Mit welchem Recht? : Historischer Roman aus der Zeit der Königin Elisabeth. Übersetzt von R. Ettlinger. Benziger, Einsiedeln, Waldshut und Köln 1912, DNB 579171663.
- The King’s Achievement (1905)
- The Sentimentalists (1906)
  - Deutsch: Sentimentalisten. Übersetzt von R. Ettlinger. Benziger, Einsiedeln 1925, DNB 572761465.
- The Lord of the World (1907)
  - Deutsch: Der Herr der Welt. Übersetzt von Rudolf Vey. Pustet, 1911. Auch als: Der Herr der Welt. Übersetzt von H. M. von Lama. Pustet, Regensburg und Rom 1914, DNB 57917171X. Auch als: Der Herr der Welt : Das Armageddon-Protokoll. Edition Auvidarte, Marquartstein 2012, ISBN 978-3-941291-19-5. Auch als: Der Herr der Welt. Übersetzt von Rudolf Vey. Media Maria (Allgemeine Reihe #449), Illertissen 2015, ISBN 978-3-9816344-9-5.
- The Queen’s Tragedy (1907)
- The Necromancers (1909)
  - Deutsch: Die Geisterbeschwörer. Übersetzt von R. Ettlinger. Benziger, Einsiedeln 1930, DNB 572761457.
- The Conventionalists (1910)
  - Deutsch: Konventionelle Leute. Übersetzt von R. und Anna Ettlinger. Benziger, Einsiedeln 1926, DNB 572761422.
- None other Gods (1910)
- A Winnowing (1910)
- The Dawn of All (1911)
  - Deutsch: Im Dämmerschein der Zukunft : Ein Roman in Traumbildern. Übersetzt von R. und Anna Ettlinger. Mit Original-Illustrationen von F. Schwormstädt. Benziger, Einsiedeln, Waldshut und Cöln 1912, DNB 579171698.
- Come Rack, Come Rope! (1912)
  - Deutsch: Trotz Folter und Strick! : Roman aus der Zeit der Königinnen Elisabeth und Maria Stuart. Übersetzt von Anna und R. Ettlinger. Benziger, Einsiedeln 1926, DNB 573281998.
- The Coward (1912)
  - Deutsch: Der Feigling. Übersetzt von R. u. Anna Ettlinger. Benziger, Einsiedeln 1926, DNB 572761430.
- The History of Richard Raynal, Solitary (1912)
- An Average Man (1913)
  - Deutsch: Ein Durchschnittsmensch. Übersetzt von H. M. von Lama. Pustet, Regensburg, Rom, New York und Cincinnati 1915, DNB 579171655.
- Initiation (1914)
- Oddsfish! (1914)
- Loneliness? (1915)

Kinderbücher
- Alphabet of Saints (1905, mit Reginald Balfour und Charles Ritchie)
- A Child’s Rule of Life (1912, illustriert von Gabriel Pippet)
- Old Testament Rhymes (1913, illustriert von Gabriel Pippet)

Religiöse Werke
- The Religion of the Plain Man (1906)
- Papers of a Pariah (1907)
- Non-Catholic Denominations (1910)
- Christ in the Church: A Volume of Religious Essays. (1911)
  - Deutsch: Christus in der Kirche : Religiöse Essays. Übersetzt von J. Schoetensack. Pustet, Regensburg und Rom 1913, DNB 579171671. Auch als: Christus in der Kirche. Übersetzt von J. Schoetensack, neu bearbeitet von Fritz Winkler. Kösel-Pustet, München 1938, DNB 572230486.
- Friendship of Christ (1912)
  - Deutsch: Die Freundschaft mit Christus. Übersetzt von J. Schoetensack. Pustet, Regensburg, Rom, New York und Cincinnati 1914, DNB 579171701.
- Confessions of a Convert (1913)
  - Deutsch: Bekenntnisse eines Konvertiten. Übersetzt von H. M. v. Lama. Petrus-Verlag, Trier 1914, DNB 57917168X.
- Paradoxes of Catholicism (1913)
- Lourdes (1914)
- Spiritual Letters of Monsignor R. Hugh Benson to One of his Converts (1915)
- A Book of Essays (1916)
- Sermon Notes, First Series: Anglican, Second Series: Catholic (1917)

Theaterstücke
- A Mystery Play in Honour of the Nativity of Our Lord (1908)
- Cost of a Crown : A Story of Douay & Durham : A Sacred Drama in Three Acts (1910)
- The Upper Room : A Drama of Christ’s Passion (1914)
  - Deutsch: Der Abendmahlssaal : Ein Passionsspiel. Übersetzt von Annunziata Tollinger. [Ursulinenkloster], Innsbruck 1961, DNB 972701044.
- The Maid of Orleans : A Drama of the Life of Joan of Arc (1914)

Sammlungen
- The Light Invisible (1903)
- A Mirror of Shalott: Composed of Tales Told at a Symposium (1907; auch: A Mirror of Shalott, 2010; auch: A Mirror of Shalott: Being a Collection of Tales Told at an Unprofessional Symposium)
  - Deutsch: Gespenstergeschichten. Übersetzt von Friederike von Moreau. Verlag J. Kösel & F. Pustet, München 1929, DNB 572761449.
- The Temple of Death: The Ghost Stories of A. C. & R. H. Benson (2007; mit A. C. Benson)
- The Supernatural Stories of Monsignor Robert H. Benson (2010)
- The Collected Supernatural & Weird Fiction of R. H. Benson (2019)

Kurzgeschichten
1903:
- The Blood-Eagle (1903, in: The Light Invisible)
- The Bridge Over the Stream (1903, in: The Light Invisible)
- „Consolatrix Afflictorum“ (1903, in: The Light Invisible)
- The Expected Guest (1903, in: The Light Invisible)
- The Green Robe (1903, in: The Light Invisible)
- In the Convent Chapel (1903, in: The Light Invisible)
- In the Morning (1903, in: The Light Invisible)
- Over the Gateway (1903, in: The Light Invisible)
- Poena Damni (1903, in: The Light Invisible)
- The Sorrows of the World (1903, in: The Light Invisible)
- The Traveller (1903, in: The Light Invisible)
  - Deutsch: Der Reiter. In: Hugh Lamb (Hrsg.): 16 Grusel-Stories. Heyne Anthologie #41, 1974, ISBN 3-453-45014-0.
- Under Which King (1903, in: The Light Invisible; auch: Under Which King?, 2006)
- Unto Babes (1903, in: The Light Invisible)
- The Watcher (1903, in: The Light Invisible)
- With Dyed Garments (1903, in: The Light Invisible)

1907:
- Father Bianchi’s Story (1907, in: A Mirror of Shalott)
- Father Brent’s Tale (1907, in: A Mirror of Shalott)
- Father Girdlestone’s Tale (1907, in: A Mirror of Shalott)
  - Deutsch: Father Girdlestone’s Geschichte in: Ein Spiegel von Shalott ; das ist: Eine Sammlung von Geschichten erzählt auf einem unfachmännischen Symposium. Übersetzt und mit einem Nachwort versehen von Heiko Postma. JMB Verlag (Kabinett der Phantasten #73), Hannover 2017, ISBN 978-3-944342-91-7.
- Father Jenk’s Tale (1907, in: A Mirror of Shalott)
- Father Macclesfield’s Tale (1907, in: A Mirror of Shalott)
- Father Maddox’s Tale (1907, in: A Mirror of Shalott)
- Father Martin’s Tale (1907, in: A Mirror of Shalott)
- Father Meuron’s Tale (1907, in: A Mirror of Shalott)
  - Deutsch: Würmer im lebendem Fleisch. In: Michel Parry (Hrsg.): Lautlos schleicht das Grauen. Pabel (Vampir Taschenbuch #22), 1975. Auch als: Würmer im lebenden Fleisch. In: Michel Parry (Hrsg.): Lautlos schleicht das Grauen. Pabel Vampir-TB #22, 1975.
- The Father Rector’s Story (1907, in: A Mirror of Shalott)
- Father Stein’s Tale (1907, in: A Mirror of Shalott)
- Monsignor Maxwell’s Tale (1907, in: A Mirror of Shalott)
- Mr. Percival’s Tale (1907, in: A Mirror of Shalott)
- Mr. Bosanquet’s Tale (1907, in: A Mirror of Shalott)
- My Own Tale (1907, in: A Mirror of Shalott)

1996:
- Haunted Houses (1996, in: Hugh Lamb (Hrsg.): Ghosts in the House)